# Bandeira de Reunião
A Ilha de Reunião, um departamento ultramarino francês, tem como bandeira oficial a bandeira nacional da República Francesa.

## Propostas
Existe uma proposta criada pela Associação da Bandeira para Reunião (Association pour le Drapeau de la Réunion, APDR), organização que não tem um caráter independentista. No lado mais próximo à haste da bandeira figuram as cores da bandeira francesa que aparecem junto a outros quatro (azul, amarelo, vermelho,verde) e um círculo branco. Eis a simbologia:
- A cor azul simboliza a população da ilha de origem europeia, o cristianismo, e o mar.
- A cor amarela (de tom alaranjado) representa a população de origem indiana, o hindu, e o sol.
- A cor vermelha alude a população originária da China, a suas tradições e o vulcão da ilha.
- A cor verde simboliza a população de origem africana ou islâmico e a natureza.
- O círculo branco representa o desejo de convivência em harmonia, paz e tolerância na Ilha de Reunião.

A Associação Francesa de Vexilologia já propôs outra bandeira em 2003, consiste de um pano de cor branco em que aparece representado o Vulcão de Fournaise diante do sol que está situado sobre o nome da ilha.

Bandeira proposta pela APDR
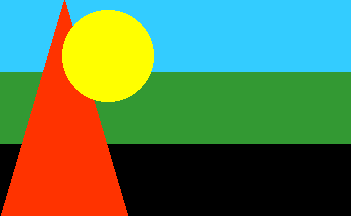
Bandeira "cultural"
A bandeira proposta pelo movimento nacionalista